# جيم كينغ (سياسي)
جيم كينغ (بالإنجليزية: Jim King)‏ هو سياسي أمريكي، ولد في 30 أكتوبر 1939 في بروكلين في الولايات المتحدة، وتوفي في 26 يوليو 2009 في جاكسونفيل في الولايات المتحدة بسبب سرطان البنكرياس. حزبياً، نشط في الحزب الجمهوري. وقد انتخب عضو مجلس ولاية فلوريدا وانتخب عضو مجلس نواب فلوريدا.